# Chuột nhảy lùn ba ngón
Chuột nhảy lùn ba ngón, còn gọi là chuột nhảy lùn Baluchistan, tên khoa học Salpingotulus michaelis, là một loài động vật có vú trong họ Dipodidae, bộ Gặm nhấm. Loài này được Fitzgibbon mô tả năm 1966. Chúng là loài đặc hữu của Pakistan.